# Rosa Roth – Tod eines Bullen
Tod eines Bullen ist ein deutscher Fernsehfilm von Carlo Rola aus dem Jahr 2000. Es handelt sich um die zwölfte Episode der ZDF-Kriminalfilmreihe Rosa Roth mit Iris Berben in der Titelrolle einer Kriminalhauptkommissarin der Berliner Mordkommission. Diesmal geht es um den Tod eines Kollegen, des Polizisten Kurt Pabel, der während eines nächtlichen Einsatzes mit Jenny Palenta tödlich verunglückt. Nur auf den ersten Blick scheint das ein klarer Fall zu sein. TV Spielfilm schrieb zur Erstausstrahlung des Films: „Der tiefe Sturz eines Polizeikommissars gibt Kollegin Iris Berben einige Rätsel auf.“
Roths Mitarbeiter Charly Kubick, Jürgen Roeder und Karin von Lomanski werden wiederum von Jockel Tschiersch, Zacharias Preen und Carmen-Maja Antoni verkörpert, ihr Vorgesetzter Günther Zorn von Gunter Schoß. Die Haupt-Gaststars dieser Folge sind Karoline Eichhorn, Uwe Kockisch, Gabi Herz, Thomas Darchinger und Norbert Grupe. 

## Handlung
Dem Film vorangestellt ist folgendes Zitat: „Man darf das Gras nicht wachsen hören, sonst wird man taub.“ (Gerhart Hauptmann (1862–1946))
Die Polizeibeamten Jenny Palenta und Kurt Pabel werden zu einem Einsatz in einer Discothek gerufen, in der ein Junkie auf der Toiletten zusammengebrochen ist. Pabel fällt dadurch auf, dass er nicht nur dem Toten gegenüber in menschenverachtender Art agiert. Palenta trifft sich kurze Zeit später in der Kneipe „Billardtreff“ mit einem Schorsch, den man „Dogge“ nennt. Er meint zu ihr, ihr Tipp sei gut gewesen, die Sitte habe „gekotzt“ und gibt ihr ihren „Anteil“. Unvermittelt erzählt er ihr, dass er aussteigen wolle, da der Boss durchdrehe, Waffen, Weiber, Drogen, Geldwäsche und auch noch Erpressung und ab und an müsse er auch einen Vietkong fertigmachen, das sei ja noch okay, aber jetzt lege er sich mit der Welt an. Er stecke mittendrin im Plutoniumhandel, lege sich mit der Welt an. Wie er das Zeug beschafft, lässt Schorsch offen, es sei jedenfalls schon längst da. Wo genau es lagere, wisse er nicht. Kaum ist die junge Polizistin weg, ruft Schorsch jemanden an und meint, er habe es „ihr verbraten“. Palenta hingegen teilt jemanden über ihr Handy mit: „Karla hier, die Matruschkas sind eingetroffen.“ Bevor sie das Gespräch beendet, meint sie noch, sie habe irgendwie kein gutes Gefühl.
Bei Oberrat Hans Passow vom BKA geht die Meldung ein, dass es auf den Streifenwagen von Palenta und ihres Kollegen einen Überfall gegeben habe, und zwar an der alten Fabrik. Palenta selbst habe um Hilfe gebeten. Kaum hat Passow den Raum verlassen, wählt Krämer, Passows Assistent, eine Nummer und meint, der Chef sei außer sich. Passow und Krämer fliegen selbst im Hubschrauber zum Tatort, wo sie Palenta verletzt und unter Schock stehend vorfinden. Auf die Frage Passows, wo ihr Kollege sei, reagiert sie nicht.
Gerade als Kriminalhauptkommissarin Rosa Roth nach Hause gehen will, kommt ein Anruf, dass ein Streifenwagen überfallen worden und einer der Kollegen tot sei. Roth fährt mit ihren Mitarbeitern Charly Kubick und Jürgen Roeder zum Tatort. Krämer empfängt die drei mit den Worten, Oberrat Passow sei gerufen worden, weil alles nach einem organisierten Verbrechen aussehe. Die Kollegin Jenny Palenta sei ins Krankenhaus gebracht worden, während ein Hauptmeister Pabel vor wenigen Minuten tot aufgefunden worden sei. Roth wundert sich, warum Passow die Kollegin so schnell hat wegschaffen lassen. Auch ist sie verärgert, dass ihr keine Möglichkeit gegeben wird, selbst mit Palenta zu sprechen. Inzwischen setzt Passow Palenta unter Druck, sie soll ihre Rolle weiterspielen, da man noch nie so nah an dem russischen General Lewis Podgejew dran gewesen sei. Als er Palenta erzählt, dass er die Dogge festnehmen lassen habe, löst das bei ihr Entsetzen aus, dann sei sie dran, meint sie. Das falle doch auf sie zurück. Passow meint nur, entweder die Dogge rede, oder er gebe ihn zum Abschuss frei. Sie schütze man nur, wenn sie sich weiter an die getroffenen Vereinbarungen halte, wenn nicht … werde sie sehr allein sein. Dann meint er noch, die Mordkommission wolle sie morgen verhören. Sie solle sagen, das sei ein Überfall gewesen und bevor sie bewusstlos geworden sei, habe sie eine Stimme in einer fremden Sprache reden hören. Das sei wirklich ihre letzte Chance.
Roth hat inzwischen Verbindung mit Petra Schäfer aufgenommen, sie ist Palentas Lebenspartnerin. Schäfer kann oder will nicht auf Roths Fragen antworten. Durch Raffinesse kommt Roth an die Diensthose von Palenta, die sie sofort zur Spurensicherung weiterleitet. Als Palenta aus der Klinik entlassen wird, wird sie von Krämer beobachtet. Kurz darauf zückt er sein Handy und verlangt nach Lewis. Nur wenig später vernimmt Passow die Dogge. Dabei droht er ihm damit, publik zu machen, dass er sich bereit erklärt habe, für die Staatsanwaltschaft als Kronzeuge auszusagen. Krämer ist dabei anwesend. Als Passow das Zimmer verlassen hat, flüstert Krämer der Dogge zu, er solle ruhig bleiben, er werde Lewis informieren. Er müsse ihm klarmachen, dass Passow verschwinden müsse und natürlich auch die Palenta.
Roeder informiert Roth genauer über Palentas Werdegang. Einserschülerin, alle Prüfungen ebenfalls mit Einser-Schnitt und so weiter, Seiteneinsteigerin bei der Polizei. Mit 23 Kommissarin bei der Kripo. Die Meinungen über sie gingen allerdings weit auseinander. Ihre Ermittlungsmethoden seien unüblich, wenn auch sehr erfolgreich, gewesen. Daher Versetzung. Es gebe von wohlmeinend bis vernichtend die unterschiedlichsten Stimmen, erläutert Roeder. Nachgesagt werde Palenta, dass sie Kontakte zum Verbrechermilieu habe. Sie habe sich mit Leuten gezeigt, die einschlägig vorbestraft seien und auch solchen, die man der Organisierten Kriminalität zuordnen könne. Nachdem Roth mit Palenta gesprochen hat, ist sie sich sicher, dass sie lügt. Roth lässt fallen, dass Passow plötzlich verschwunden sei und will von Palenta wissen, wer noch von ihrer Doppelrolle gewusst habe. Ihren Einwand lässt Roth nicht gelten, sie rede von der biederen Streifenpolizistin, die von Passow als korrupt, geldgierig, gewissenlos und skrupellos aufgebaut worden sei, um als verdeckte Agentin arbeiten zu können. Roths erneute Frage, was in der betreffenden Nacht passiert sei, beantwortet sie wiederum ausweichend. Als die Frauen vor Palentas Wohnung ankommen, hören sie einen Schuss. Palentas Freundin Petra Schäfer ist allein in der Wohnung. Palenta kann den Mann stellen, der ein Attentat ausführen sollte, und geht wie von Sinnen auf ihn los. Roth kann sie nur mühsam beruhigen. Urplötzlich will Roth wissen, was Palenta von Krämer halte, worauf sie antwortet, er sei ein kleines Arschloch, das nach oben wolle. Kubicks Erkundigungen über Krämer haben ergeben, dass er ein reicher Mann ist, auch wenn das Geld offiziell dessen Mutter gehöre, obwohl diese von Sozialrente auf einem beachtlichen Anwesen lebt. 
Roth nimmt sich Petra Schäfer noch einmal vor, die dann auch erzählt, dass Kurt Pabel ihre Freundin Jenny mehrmals vergewaltigt habe. Sie beide seien daran fast zugrunde gegangen. In dieser Nacht sei das passiert, was zuvor schon etliche Male passiert sei. Bitter meint Schäfer, wo Jenny denn hätte Hilfe suchen sollen, so wie die Kollegen über sie gedacht hätten, sie habe Angst vor Ausgrenzung gehabt. Roth macht Schäfer klar, dass sie genau das von Anfang an geahnt habe, zumal auf Palentas Hose Spermaspuren gefunden worden seien. Roth fällt es schwer, nachzuvollziehen, warum Jenny sich nicht zur Wehr gesetzt hat. Schäfer erklärt, sie habe Passows Angebot auch angenommen, um weg von der Streife, weg von Pabel zu kommen, eigentlich habe sie zurück zur Kripo gewollt. 
Roth wird von Wernicke, einem Vertrauten, angerufen, den sie gebeten hatte, auf Jenny Palenta aufzupassen. Er teilt ihr mit, dass er nicht habe verhindern können, dass sie abgehauen sei. Gerade als Roth die Nachricht erhalten hat, spricht Passow sie an, der von Lewis Leuten arg zugerichtet aber immerhin am Leben gelassen wurde. Er will wissen, wo die Palenta sei. Passow ist der Meinung, dass Palenta ihn auf eine falsche Spur gelotst hat. Roth klärt ihn auf, dass Palenta nur schneller erkannt habe, wer wirklich der Feind sei, nämlich Krämer! Passow reagiert überrascht. Palenta ist inzwischen bei Dogge, ein massives Polizeiaufgebot trifft dort ebenfalls ein. Die Anwesenden werden festgenommen, unter ihnen auch Dogge und Krämer. Fast im Vorbeigehen erzählt Palenta Roth, dass sie nicht die erste gewesen sei, an die Pabel sich herangemacht habe. Eine der Kolleginnen habe sich danach in den Kopf geschossen. Sie habe dafür gesorgt, dass Pabel in die Tiefe gestürzt sei, als er sie erneut habe vergewaltigen wollen. Roth versichert Jenny, dass sie in Notwehr gehandelt habe. Sie habe keine Wahl gehabt. Außerdem sorgt Roth dafür, dass Palenta gemeinsam mit ihrer Freundin Petra Schäfer nach Frankfurt gehen kann, wo die Kollegen beide abholen und sicher unterbringen würden. Zum Abschied umarmt Jenny Roth und bedankt sich bei ihr.

## Produktionsnotizen
Der Film wurde 1999 in Berlin und Umgebung gedreht. Die Aufnahmeleitung hatten Henry Michael Zielske und Alexander Pietrzynski inne, die Produktionsleitung Michal Pokorny und Claudia Merkel, die Herstellungsleitung lag bei Jens Christian Susa und Christl Schneider. Für die Redaktion trugen Klaus Bassiner und Alexander Ollig die Verantwortung. Produzent des Films war Oliver Berben, der Sohn der Hauptdarstellerin. Es handelt sich um eine Produktion der Moovie the art of entertainment GmbH im Auftrag von ZDF und ORF.
Im Film erklingt mehrfach Ludwig van Beethovens Konzert für Piano (Piano Concerto No. 4) mit Vladimir Ashkenazy und dem Chicago Symphony Orchestra unter Leitung von Sir Georg Solti.

## Rezeption

### Veröffentlichung
Am 30. Dezember 2000 wurde die Folge Tod eines Bullen zur Hauptsendezeit im ZDF erstausgestrahlt.
Die Folgen 07–12 der Reihe wurden von Studio Hamburg Enterprises am 2. November 2012 auf DVD herausgegeben.

### Kritik
Die Kritiker der Fernsehzeitschrift TV Spielfilm vergaben an den „unspektakulären Fall“ eine mittlere Wertung, der Daumen zeigte zur Seite, für Action gab es einen von drei möglichen Punkten, für Spannung zwei. Weiter hieß es: „Iris Berben löst mit der gewohnten Souveranität einen unspektakulären Fall, inszeniert von ihrem Haus-und-Hof-Regisseur Carlo Rola.“ Fazit: „Ermittlungen auf mittlerem Niveau. Ohne Iris Berben wäre der Fall belanglos.“
Die Redaktion des Filmdienstes sah den Film positiv, dort hieß es: „Zwölfter Krimi der Fernsehserie, der geschickt das Thema des organisierten Verbrechens mit dem Kompetenzgerangel innerhalb verschiedener Polizeiorganisationen verbindet. – Ab 16.“
Premiere lobte bei Erstausstrahlung des Films: Fesselnder, lebensnaher Frauenkrimi mit kluger Story.